# Henri Beau

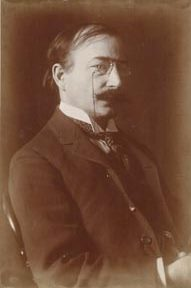
Portret van Henri Beau, ca. 1892

Henri Beau (doopnaam Louis-Henri Beau; (Montreal, 27 juni 1863 - Parijs, 15 mei 1949) was een impressionistische Frans-Canadese schilder die voornamelijk in Frankrijk werkte.

## Biografie
Henri Beau was het derde kind van Charles-Arsène Beau and Marguerite-Clémentine Hupé. Zijn vader was een Fransman, afkomstig uit Belleville in de buurt van Parijs, die in 1848 uitgeweken was naar de Verenigde Staten en zich in 1858 als restauranthouder vestigde in Montreal. Hij huwde met Marguerite-Clémentine Hupé in 1851. Het paar had 11 kinderen.
Zijn eerste opleiding kreeg Henri in 1881 te Montreal bij abbé Joseph Chabert, een Franse geestelijke die uitgeweken was naar Canada, aan het Institut National des Beaux-Arts, Sciences, Arts et Métiers et Industrie, dat in 1871 was gesticht door Chabert. In 1884 trok hij naar San Francisco, waar hij zich bezighield met het inkleuren van houtsneden. 
In 1886 keerde Beau terug naar Montreal en reisde van daar verder naar Parijs om te gaan studeren aan de Académie Julian bij William Bouguereau en aan de École des beaux-arts bij Jean-Léon Gérôme. Hij studeerde ook nog bij Léon Bonnat aan de Académie Colarossi en bij Pierre Puvis de Chavannes.
Hij trouwde een eerste keer voor augustus 1906, maar over zijn eerste vrouw is weinig of niets bekend. Hij liet haar in de steek voor de operazangeres Marie Fertinel, met wie hij in 1946 in het huwelijk trad.
Beau is vooral actief geweest in Frankrijk. Hij maakte ettelijke werken voor de Archives publiques du Canada, waarvan hij de officiële schilder was tussen 1915 en 1938. Hij werd ook benoemd tot secretaris van de Société nationale des beaux-arts en in 1938 werd hij benoemd tot officier van de Académie française.

## Stijl
Beau liet zich inspireren door Camille Corot, Claude Monet en Camille Pissarro, wat duidelijk te zien is in zijn vroege landschappen. Van zijn studieperiode in Canada bij Chabert is er weinig of niets bekend, maar aangezien Chabert geschoold was aan de École Impériale des Beaux-Arts in Parijs leidde hij zijn leerlingen op in de academische stijl. Toen Henri Beau in Parijs zijn studies voortzette was het impressionisme volop in opmars en veel van zijn werk tussen 1891 en 1899 is dus ook impressionistisch van inslag.
Het werk dat hij maakte voor de Archives publiques du Canada was meer gestructureerd, maar in zijn vrije tijd schilderde hij vooral impressionistische landschappen.

## Werken
Enkele werken van deze kunstenaar:
- La Nuit de Noël du colonel Allen (De kerstnacht van kolonel Allen), boekillustraties
- Portrait d'une femme (Vrouwenportret), 1891, privécollectie
- Les Noces de Cana (Bruiloft te Kana), 1894, Notre-Dame du Sacré-Coeur in Montreal
- Été dans le jardin (Zomer in de tuin), 1895, privécollectie
- En provence (In de Provence), 1997, privécollectie
- Femme à l'ombrelle (Dame met een parasol), 1897, Musée des beaux-arts de Montréal
- La Déportation des Acadiens (De deportatie van de Acadiërs), 1900, Musée acadien de l'Université de Moncton
- Montréal sous la neige (Montreal in de sneeuw), 1903, privécollectie
- Le Pique-nique (De picknick), 1904-1905, Musée National des Beaux-Arts du Québec
- Les baigneurs (De baders), 1907, privécollectie
- L'Arrivée de Champlain à Québec (De komst van Champlain in Quebec), 1908
- Marie Fertinel, 1914, Musée national des beaux-arts du Québec
- L'Atelier de l'artiste (Het atelier van de kunstenaar), 1924-1925, Musée national des beaux-arts du Québec
- Vue d'Honfleur (Zicht op Honfleur), 1925, Library and Archives Canada

## Galerij

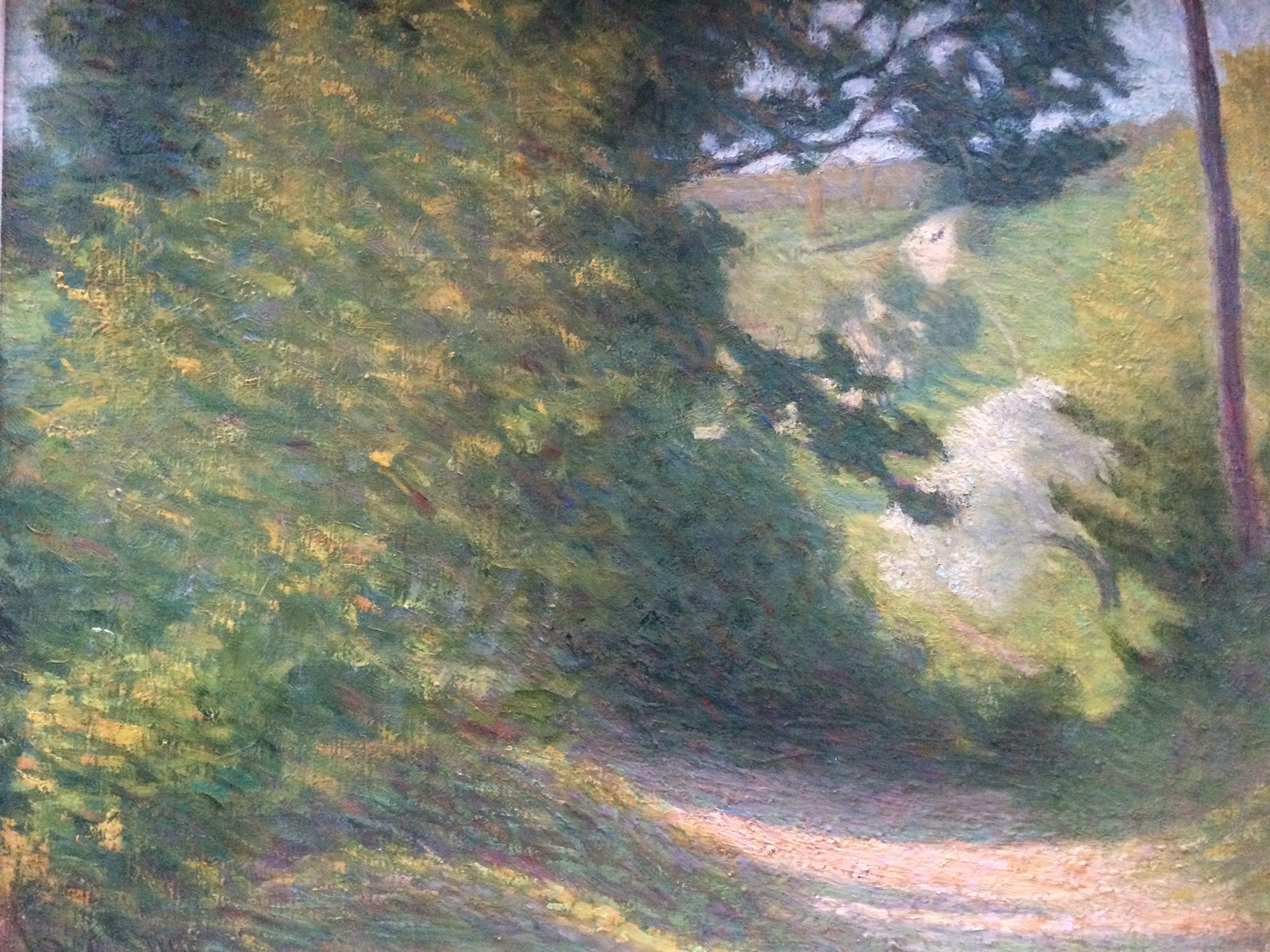
Chemin en Été, 1895
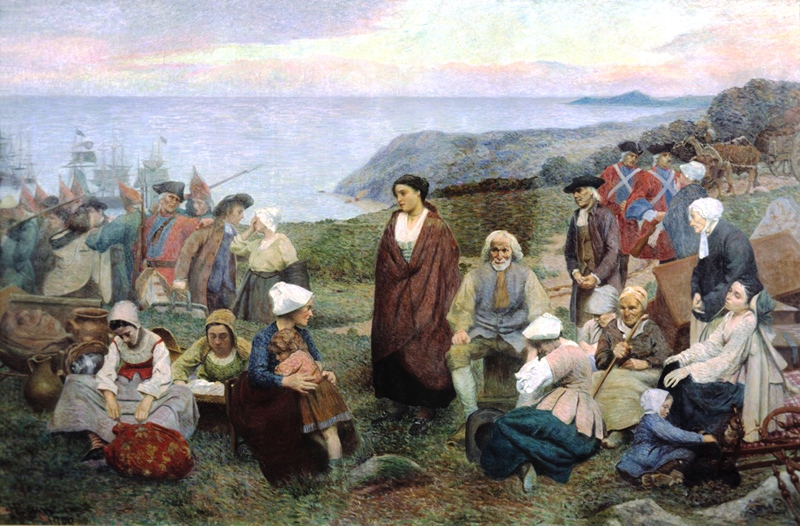
La Déportation des Acadiens, 1900
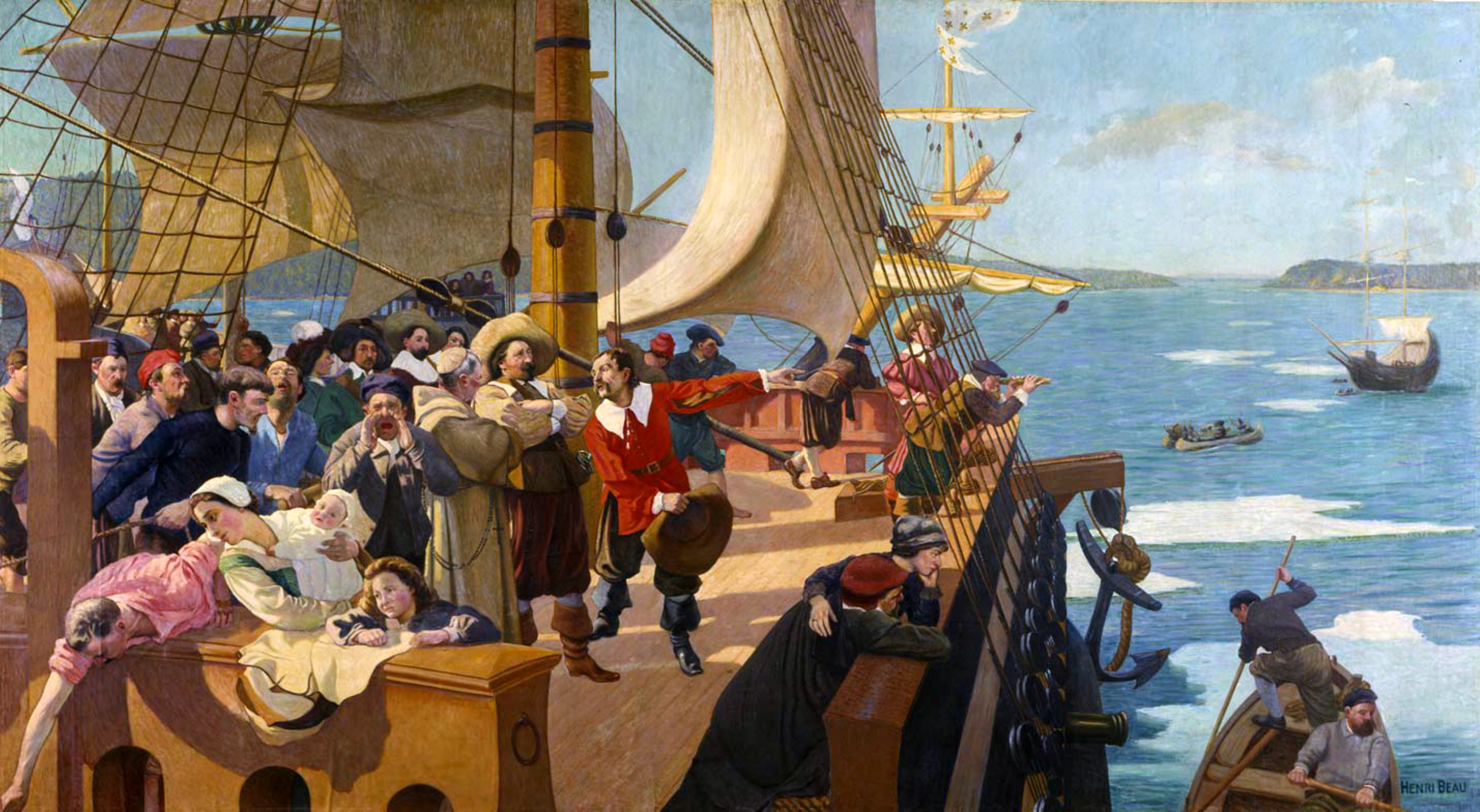
L'Arrivée de Champlain à Québec, 1908, Musée national des beaux-arts du Québec
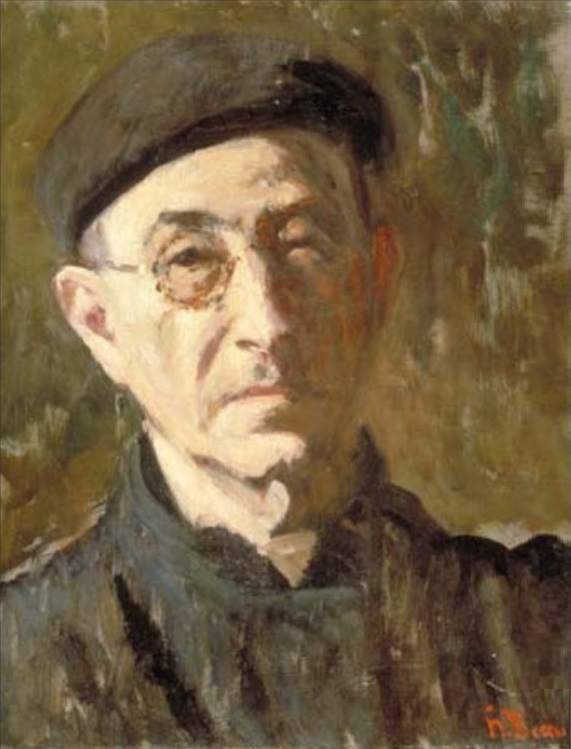
Zelfportret, Musée national des beaux-arts du Québec

## Tentoonstellingen
Tentoonstellingen waar een of meerdere werken van Beau waren opgehangen
Salon des Champs-Elysées in Parijs: 1893–94.
Salon du Champs-de-Mars in Parijs: 1893.
Salon des Indépendants in Parijs: 1897, 1903.
Exposition Universelle (1900) in Parijs: 1900.
Pan-American Exposition in Buffalo: 1901.
Universal Exposition in St-Louis: 1904.
Montreal Art Association Salon: 1905.
Salon des Indépendants, Parijs 1950
Tentoonstellingen gewijd aan Beau
Retrospctieve in de Galerie Bernard Desroches in Montreal, 1974
Musée national des beaux-arts du Québec, 1987

## Weblinks
- Werken van Henri Beau op The Athenaeum